# Investigación por conflicto de interés de Enrique Peña Nieto
La investigación por conflicto de interés de Enrique Peña Nieto, también conocida como el caso de la casa blanca de Peña Nieto, refiere al escándalo político en México derivado de un reportaje periodístico, publicado el 9 de noviembre de 2014 por el equipo de investigación de la periodista mexicana Carmen Aristegui. El caso devino en una investigación oficial por conflicto de interés, en la que el presidente, la primera dama y el secretario de Hacienda fueron exonerados.
El reportaje obtuvo el Premio Nacional de Periodismo en México y el Premio Gabriel García Márquez 2015 en la categoría Cobertura. En agosto de 2018, Peña Nieto reconoció al escándalo de la casa blanca como uno de los errores de su administración.

## Publicación
El reportaje denuncia la compra de una mansión de siete millones de dólares por parte de Angélica Rivera, esposa del presidente y primera dama de México, a una compañía de Grupo Higa, una empresa con contratos de obra pública durante la etapa de Peña Nieto como gobernador del Estado de México entre 2005 y 2011. La denuncia del conflicto de interés provocó la revocación de la licitación del tren México-Querétaro a una de las empresas de Grupo Higa.
El 18 de noviembre, Rivera publicó un vídeo en línea en el que explicó que había adquirido la casa con el patrimonio obtenido por su carrera de 25 años como actriz en Televisa. En dicho vídeo, también informó que pondría el inmueble a la venta para evitar «que esto siga siendo pretexto para ofender y difamar a mi familia».

### Casa de Malinalco
Posteriormente, el 11 de diciembre de 2014, el diario The Wall Street Journal publicó un reportaje que vinculaba a Luis Videgaray, secretario de Hacienda y Crédito Público del gobierno de Peña Nieto, con la adquisición de una casa a la empresa Bienes Raíces H&G SA, propiedad de Juan Armando Hinojosa, dueño del Grupo Higa. Videgaray señaló que la compra de la casa fue legal y negó la existencia de conflicto de interés diciendo que "hice el trato cuando no tenía un cargo público, y el trato estuvo dentro de los parámetros del mercado.”

## Investigación

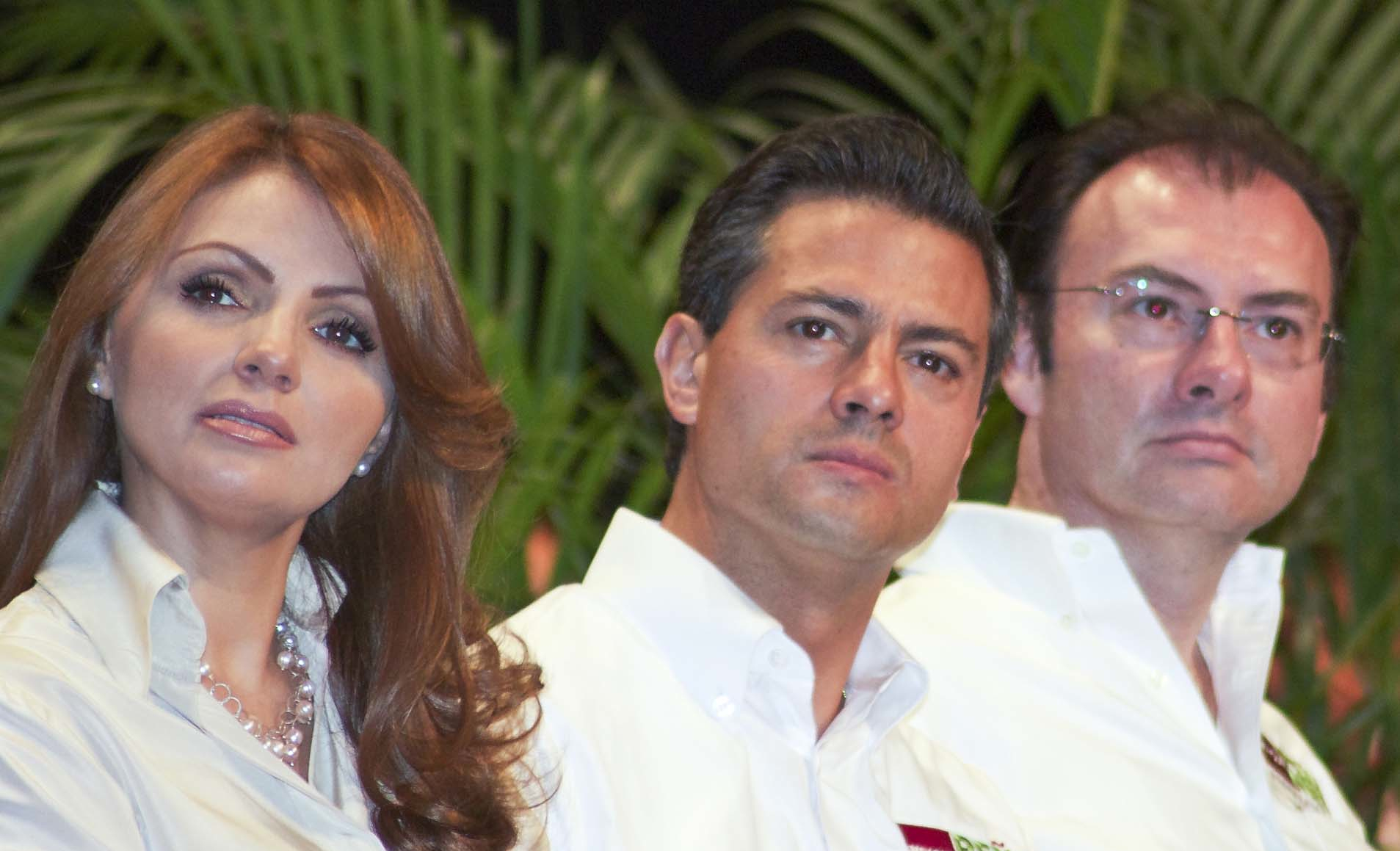
De izquierda a derecha: Angélica Rivera, Enrique Peña Nieto y Luis Videgaray en abril de 2012. Los tres fueron investigados por posible conflicto de intereses en la compra de casas a contratistas del Estado, pero finalmente fueron exonerados.

El escándalo llevó al presidente Peña Nieto a ordenar el 3 de febrero de 2015 una investigación a la Secretaría de la Función Pública para determinar si él, su esposa o el secretario Videgaray habían incurrido en conflicto de interés con la compra de los inmuebles. El mismo mandatario nombró al exconsejero electoral Virgilio Andrade como titular de la secretaría, instruyéndolo a encabezar la investigación. La designación de Andrade por parte de Peña Nieto fue criticada por "enviar señales encontradas en su campaña anticorrupción", indicó el diario británico The Economist.
Después de varios meses de investigación, Virgilio Andrade anunció el 21 de agosto de 2015 que no había conflicto de interés en la adquisición de la casa blanca por parte de Angélica Rivera. Andrade indicó que la casa había sido comprada con "el patrimonio exclusivo de la señora", obtenido por su carrera como actriz de Televisa.
La investigación también exoneró a Videgaray por la compra de su casa en Malinalco, aunque un reporte posterior mostró que el cheque con el que el secretario había pagado el inmueble fue emitido cuando él ya era funcionario público; además, el documento fue cobrado casi un año después de su entrega, pocos días antes de destaparse el escándalo.

### Reacciones a la exoneración
Ante las incongruencias, el resultado de la indagatoria fue cuestionado por ciudadanos y políticos de oposición. Tras darse los resultados de la investigación de la Secretaría de la Función Pública, el presidente Peña Nieto emitió una disculpa pública por los acontecimientos, aunque negó nuevamente que hubiera violado la ley.
El 18 de julio de 2016, durante la promulgación de las leyes secundarias del Sistema Nacional Anticorrupción, Peña Nieto expresó otra disculpa pública. La cuenta de Twitter de la Presidencia hizo eco de la frase del mandatario: «En carne propia sentí la irritación de los mexicanos. La entiendo perfectamente. Por eso, con toda humildad, les pido perdón.» Ese mismo día, se informó que Angélica Rivera canceló el contrato de compra-venta de la casa en diciembre de 2014.

## Reportaje
La investigación periodística fue realizada por el grupo Aristegui Noticias, conformado por Carmen Aristegui, Irving Huerta, Rafael Cabrera, Daniel Lizárraga, Sebastián Barragán y Gustavo Varguez. Dicha investigación fue reconocida con el Premio Nacional de Periodismo 2014 en la categoría Reportaje/Periodismo de Investigación, y con el Premio Gabriel García Márquez de Periodismo 2015 en la categoría de Cobertura.

### Demanda contra Aristegui por daño moral
El 12 de marzo de 2015, la empresa MVS anunció el despido de dos colaboradores de Aristegui por «pérdida de confianza». Esto provocó que el 15 de marzo se diera la salida del aire de la periodista Carmen Aristegui, en una medida que Edison Lanza, relator especial para Libertad de Expresión de la Comisión Interamericana de Derechos Humanos calificó con «un fuerte olor a censura».
El 21 de julio de 2016, Joaquín Vargas, presidente de la cadena MVS, presentó una demanda por daño moral en contra de Aristegui por el contenido del prólogo del libro La Casa Blanca de Peña Nieto. La periodista calificó que la acción «trata es de intimidar, de fastidiar y de impedir que estos periodistas sigan haciendo su trabajo. Se pretende hacer uso del poder judicial para imponer la censura». La Presidencia de la República, a través de su vocero, se deslindó de la demanda.
Un juez de la Ciudad de México determinó en noviembre de 2016 que Aristegui «excedió su libertad de expresión y de información causando un daño a los derechos de personalidad, honor y prestigio de Joaquín Vargas Guajardo», por lo que ella y la editorial fueron condenadas a publicar un fragmento del fallo de la corte en futuras ediciones del libro.